# Kontrapunkt
U muzici, kontrapunkt je odnos između dve ili više muzičkih linija (ili glasova) koje su harmonijski međusobno zavisne, ali nezavisne u ritmu i melodijskoj konturi. Kao kompoziciona tehnika, kontrapunkt se nalazi u mnogim muzičkim stilovima, uključujući srednjovekovnu muziku, gamelan, i muziku zapadne Afrike. U kontekstu zapadne klasične muzike, kontrapunkt se odnosi na teksturu polifonije, koja je razvijena tokom kasnog srednjeg veka i rane renesanse i nalazi se u većem delu perioda zajedničke prakse, posebno u baroku. Izraz potiče od latinskog punctus contra punctum sa značenjem „tačka u odnosu na tačku“, tj. „nota protiv note“.
U zapadnoj pedagogiji kontrapunkt se predaje kroz sistem vrsta (pogledajte ispod).

## Generalni principi
Izraz „kontrapunkt“ korišćen je za označavanje glasa ili čak cele kompozicije. Kontrapunkt se fokusira na melodijsku interakciju - samo sekundarno na harmonije proizvedene tom interakcijom. Po rečima Džona Rana:
Teško je napisati lepu pesmu. Teže je napisati nekoliko pojedinačno lepih pesama koje, kada se istovremeno pevaju, zvuče kao lepša višeglasna celina. Unutrašnje strukture koje kreiraju svaki od glasova odvojeno moraju da doprinesu nastajanju strukture polifonije, koja zauzvrat mora ojačati i komentarisati strukture pojedinačnih glasova. Način na koji se to detaljno postiže je ... „kontrapunkt“.

Rad koji je započeo Guerino Mazola (rođen 1947) dao je matematičku osnovu teoriju kontrapunkta. Mazolin model posebno daje strukturni (a ne psihološki) temelj zabranjenih paralela petine i disonantne četvrtine. Oktavio Ogastin je proširio model na mikrotonalni kontekst.

## Primeri iz repertoara
Postoji mnogo primera melodija pesama koje zajedno dobro zvuče kada se izvode istovremeno. Na primer, „Frer Žak“ i „Tri slepa miša“ eufonično se kombinuju kada se pevaju zajedno. Brojne popularne pesme koje dele istu akordnu progresiju takođe se mogu pevati zajedno kao kontrapunkt. Poznati par primera je „Moj put“ u kombinaciji sa „Životom na Marsu“.
Bahov trodelni Izum u F-molu kombinuje tri nezavisne melodije:
Prema pijanisti Andrasu Šifu, Bahov kontrapunkt uticao je na kompoziciju Mocarta i Betovena. U razvojnoj sekciji uvodnog pokreta Betovenove Sonate za klavir u E-molu, Betoven pokazuje ovaj uticaj dodavanjem „divnog kontrapunkta“ jednoj od glavnih tema.
Dalji primer fluidnog kontrapunkta u kasnom Betovenom delu može se naći u prvoj orkestarskoj varijaciji na temu „Oda radosti“ u poslednjem delu Betovenove Simfonije br. 9, taktovi 116–123. Čuvena tema se čuje na violama i violončelima, dok „basovi dodaju bas-liniju čija puka nepredvidljivost daje utisak da se spontano improvizuje. U međuvremenu solo fagot dodaje kontrapunkt koji ima slično improvizovan kvalitet.“
U preludiju opere Ričarda Vagnera Majstori pevači iz Nirnberga, istovremeno se kombinuju tri teme iz opere. Prema Gordonu Džejkobu, „Ovo je univerzalno i pravedno hvaljeno kao izvanredan podvig virtuoznosti.“ Međutim, Donald Tovej ističe da se ovde „kombinacija tema ... za razliku od klasičnog kontrapunkta, zaista se ne kombinuje u potpunu ili eufoniju harmoniju.“
Jedan spektakularni primer kontrapunkta sa pet glasova može se naći u finalu Mocartove Simfonije br. 41. (Simfonija „Jupiter”) Ovde se pet melodija istovremeno kombinuje u „bogatoj tapiseriji dijaloga“:
Pogledajte takođe invertabilni kontrapunkt.

## Forme kontrapunkta
Vrste kontrapunkta su razvijene kao pedagoško sredstvo u kojem studenti napreduju kroz nekoliko „vrsta“ sve veće složenosti, sa vrlo jednostavnim delom koji ostaje konstantan poznat kao cantus firmus (latinski za „fiksnu melodiju“). Vrste kontrapunkta generalno kompozitoru nude manje slobode od drugih tipova kontrapunkta i zato se to naziva „strogim” kontrapunktom. Učenik postepeno stiče sposobnost pisanja „slogodnog” kontrapunkta (to jest, manje rigorozno ograničenog kontrapunkta, obično bez kantus firmusa) prema datim pravilima. Ova ideja je postojala bar od 1532. godine, kada je Điovani Marija Lanfranko opisao sličan koncept u svojoj knjizi Scintille di musica (Breša, 1533). Mletački teoretičar iz 16. veka, Zarlino razradio je ideju u svom uticajnom delu Uspostavljanje harmonije. Kontrapunkt je prvi put u kodifikovanom obliku predstavio Lodoviko Zakoni 1619. godine u svojim Muzičkim vežbama. Zakoni je, za razliku od kasnijih teoretičara, uključio nekoliko dodatnih kontrapunktnih tehnika, kao što je invertibilni kontrapunkt.

## Literatura
- Sachs, Klaus-Jürgen; Dahlhaus, Carl (2001). „Counterpoint”.  Ур.: Stanley Sadie; John Tyrrell. The New Grove Dictionary of Music and Musicians (second изд.). London: Macmillan Publishers.
- Salzer, Felix; Schachter, Carl (1989). Counterpoint in Composition: The Study of Voice Leading. New York: Stanley Persky, City University of New York. ISBN 023107039X.
- Kurth, Ernst. (1991). „"Foundations of Linear Counterpoint"”. Ernst Kurth: Selected Writings. Cambridge University Press. ISBN 0-521-35522-2.. selected and translated by Lee Allen Rothfarb, foreword by Ian Bent, p. 37–95. Cambridge Studies in Music Theory and Analysis 2. Cambridge and New York: Cambridge University Press. Paperback reprint 2006.  (cloth); Kurth, Ernst (2. 11. 2006). Ernst Kurth: Selected Writings. Cambridge University Press. ISBN 0-521-02824-8.. (pbk)
- Mazzola, Guerino;  . (2015). Computational Counterpoint Worlds. Heidelberg: Springer.
- Prout, Ebenezer (1890). Counterpoint: Strict and Free. London: Augener & Co.
- Spalding, Walter Raymond (1904). Tonal Counterpoint: Studies in Part-writing. Boston, New York: A. P. Schmidt.
- Kennan, Kent (1999). Counterpoint (fourth изд.). Upper Saddle River, New Jersey: Prentice-Hall. стр. 4. ISBN 0-13-080746-X.
- Arnold, Denis.; Scholes, Percy A. (1983). The New Oxford Companion to Music. Oxford: Oxford University Press. стр. 1877–1958. ISBN 0193113163. OCLC 10096883.
- Katz, Adele (2007). Challenge to Musical Tradition: A New Concept of Tonality. New York: A. A. Knopf. стр. 340. ISBN 978-1-4067-5761-3. Непознати параметар |DUPLICATE_year= игнорисан (помоћ)). Reprinted New York: Da Capo Press, 1972; reprinted n.p.: Katz Press
- Cunningham, Michael (2007). Technique for Composers. стр. 144. ISBN 978-1-4259-9618-5.
- Spilker, John D., "Substituting a New Order": Dissonant Counterpoint, Henry Cowell, and the network of ultra-modern composers Архивирано 2011-08-15 на сајту , Ph.D. dissertation, Florida State University College of Music, 2010.
- Anon. „Species Counterpoint” (PDF). Faculty of Fine Arts, University of Victoria, Canada. Архивирано из оригинала (PDF) 23. 10. 2018. г. Приступљено 16. 5. 2020. (archive from 23 October 2018)
- Fux, Johann Joseph 1660-1741 (1965). The study of counterpoint from Johann Joseph Fux's Gradus ad parnassum (Rev. изд.). New York: W. W. Norton. Архивирано из оригинала 03. 10. 2020. г. Приступљено 13. 12. 2020.
- Hendrik van der Werf.  "Early Western polyphony", Companion to Medieval & Renaissance Music. Companion to Medieval and Renaissance Music. Oxford University Press. 1997. ISBN 0-19-816540-4.
- Margaret Bent (1999). „The Grammar of Early Music: Preconditions for Analysis”. Tonal Structures of Early Music. New York: Garland Publishing. 1998. ISBN 0-8153-2388-3.
- DeVoto, Mark (2015). „Polyphony”. Encyclopædia Britannica Online. Приступљено 2015-12-01.
- Jordania, Joseph (2011). Why do People Sing? Music in Human Evolution. Logos. стр. 13—37. ISBN 978-9941-401-86-2.
- Bruno Nettl (1961). „Polyphony in North American Indian music”. Musical Quarterly. 47: 354—62.
- Jordania, Joseph (2006). Who Asked the First Question? The Origins of Human Choral Singing, Intelligence, Language and Speech (PDF). Tbilisi: Logos. ISBN 99940-31-81-3. Архивирано из оригинала (PDF) 7. 3. 2012. г.

## Spoljašnje veze
- An explanation and teach yourself method for Species Counterpoint
- An Introduction to Species Counterpoint Архивирано на веб-сајту  (18. фебруар 2020)
- ntoll.org: Species Counterpoint by Nicholas H. Tollervey
- Principles of Counterpoint Архивирано на веб-сајту  (11. септембар 2013) by Alan Belkin
- Orima: The History of Experimental Music in Northern California: On Dissonant Counterpoint by David Nicholls from his American Experimental Music: 1890–1940
- Virginia Tech Multimedia Music Dictionary: Dissonant counterpoint examples and definition
- De-Mystifying Tonal Counterpoint or How to Overcome Your Fear of Composing Counterpoint Exercises Архивирано на веб-сајту  (3. мај 2015) by Christopher Dylan Bailey, composer at Columbia University
- Counterpointer:Software tutorial for the study of counterpoint by Jeffrey Evans
- "Bach as Contrapuntist" Архивирано на веб-сајту  (12. новембар 2020) by Dan Brown, music critic from Cornell University, from his web book Why Bach?
- "contrapuntal—a collaborative arts project by Benjamin Skepper"